# إيك يوجبو
إيك يوجبو (بالإنجليزية: Ike Ugbo) (21 سبتمبر 1998 في المملكة المتحدة - ) هو لاعب كرة قدم بريطاني في مركز الهجوم.